# ام‌وی کولشن
ام‌وی کولشن (به انگلیسی: MV Kulshan) یک کشتی است که طول آن ۲۴۲ فوت ۱٫۵ اینچ (۷۴ متر) می‌باشد. این کشتی در سال ۱۹۷۰ ساخته شد.